# Ponte Dom Luís I
Il ponte Dom Luís I è un ponte ad arco in ferro lungo 385 m e alto 85 m, che varca il fiume Duero nella città portoghese di Porto.

## Storia
Dedicato a Luigi di Braganza, re del Portogallo, fu costruito dall'ingegnere belga Théophile Seyrig, che pochi anni prima aveva realizzato insieme a Gustave Eiffel il vicino ponte Maria Pia.
Il ponte fu costruito per il traffico stradale, che lo percorreva su due livelli. Dal 2003 il livello superiore è percorso esclusivamente dai treni della metrotranvia cittadina e dai pedoni.
Dal 1996, assieme al centro storico di Porto e al Monastero di Serra do Pilar, è stato inserito nei siti del patrimonio dell'umanità dell'UNESCO.